# ميليسا هوي
ميليسا هوي هي ملحنة كندية، ولدت في 22 أبريل 1966 في هونغ كونغ في الصين.

## روابط خارجية
- ميليسا هوي على موقع IMDb (الإنجليزية)
- ميليسا هوي على موقع ميوزك برينز (الإنجليزية)
- ميليسا هوي على موقع ديسكوغز (الإنجليزية)